# ام‌دی‌بی‌ای
ام‌دی‌بی‌ای (به انگلیسی: MEDA) با فرمول شیمیایی C۱۲H۱۷NO۳ یک ترکیب شیمیایی با شناسه پاب‌کم ۲۵۷۹۸ است. که جرم مولی آن ۲۲۳٫۲۶۸ g/mol می‌باشد. 